# Kriéger
La Kriéger (Compagnie Parisienne des Voitures Électriques) è stata una casa automobilistica francese attiva dal 1897 al 1909 con sede a Parigi in rue La Boétie 48..

## Storia
L'azienda venne fondata da Louis Antoine Kriéger (Parigi, 28 maggio 1868 - 10 maggio 1951) con il nome di Société des Voitures Électriques Système Kriéger e, come indicato nella ragione sociale, era specializzata nella produzione di vetture elettriche. Kriéger infatti, divenuto ingegnere alla prestigiosa École Centrale Paris, si cimentò dapprima (1894) nella trasformazione di una carrozza della compagnia parigina di taxi a cavallo L'Abeille in veicolo elettrico e quindi (1895) registrò alcuni brevetti relativi all'impiego dell'energia elettrica nella propulsione dei mezzi di trasporto. Avviata infine una propria ditta, nel 1897 poté realizzare il suo primo automobile: una vettura a trazione anteriore mossa da due motori elettrici in parallelo con funzioni anche di "freno motore" (oltre ai tradizionali freni sulle ruote posteriori); pesante più di una tonnellata, i suoi due accumulatori le garantivano un'autonomia di 60 km e una velocità massima di 24 km/h.

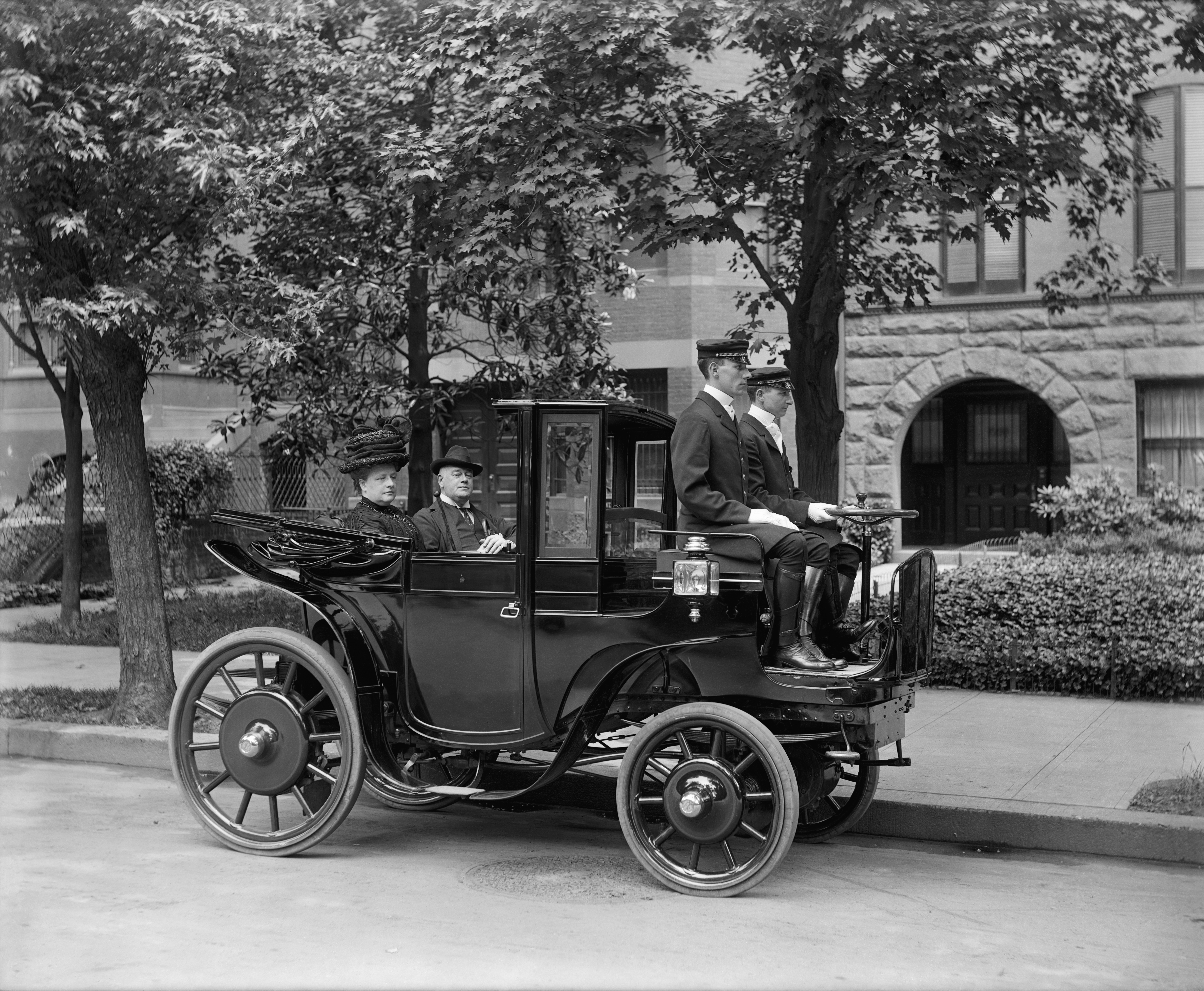
La Kriéger-Brasier del 1903 fotografata in una strada di Washington nel 1906. I due passeggeri sono il senatore (già governatore del Rhode Island) George Peabody Wetmore con la moglie Edith Malvina Keteltas.

La società di Kriéger fallì però nel febbraio 1898 e venne rilevata dalla Indusmine (Société Française pour l'Industrie et le Mines), una piccola banca d'investimento franco-elvetica con interessi nella nascente industria automobilistica. L'Indusmine aveva già creato la Compagnie Parisienne des Voitures Électriques, all'epoca solo un'insegna "vuota" cui però, completata dalle parole procédés Kriéger, lo stesso Kriéger provvide rapidamente a dare concretezza con le sue strutture e i suoi nuovi modelli. Nel 1901 furono prodotti più di 40 esemplari che, forniti di motori più potenti, raggiunsero l'autonomia di 80–90 km, una velocità di 30 km orari e, all'alba del nuovo secolo, primeggiarono nel settore delle vetture a quattro posti. Inoltre le caratteristiche di comfort e silenziosità e il senso di sicurezza indotto dalla trazione anteriore permisero ai veicoli elettrici di Kriéger di sconfiggere in quegli anni ogni concorrenza, compresa quella dei mezzi con motore a scoppio che, ben più potenti, avevano seri problemi di funzionamento nelle fasi di accelerazione e decelerazione, causati dall'approssimativa tecnica dei primi carburatori. Così, mentre l'officina e la rimessa per le auto a noleggio (25 nel 1901) con i relativi impianti di ricarica lasciavano Parigi per Puteaux, le licenze di fabbricazione della compagnia francese vennero acquistate dall'inglese British Electromobile, dalla tedesca NAMAG e, nel 1905, dall'italiana STAE.
Nel 1903 Kriéger lanciò la sua vettura più famosa: la cosiddetta Kriéger-Brasier, un veicolo ibrido con due motori, uno elettrico e l'altro a benzina (fornito dalla ditta Richard-Brasier), che venne prodotta fino al 1906. La vettura ricalcava lo schema tecnico della Lohner-Porsche, presentata al Salone di Parigi del 1900.
Nel 1905 la Compagnie générale des omnibus bandì un concorso per determinare il miglior tipo di automobile con cui sostituire i 700 omnibus della rete di trasporti parigina e il parco di 14.000 cavalli, necessari al loro traino.
Per dimostrare le potenzialità del sistema di propulsione ibrida, al Salone di Parigi dello stesso anno, la Kriéger presentò un veicolo per il trasporto pubblico, di grandi dimensioni. Si trattava di un Omnibus a due piani, del peso di oltre 4 t, mosso da due motori elettrici sulle ruote posteriori, accoppiati dal differenziale e alimentati da un generatore endotermico Brasier quadricilindrico che, ruotando costantemente al regime di 1200 giri/min, forniva una potenza di circa 18 kW.
Il sistema di trazione si dimostrò molto efficace, ma anche particolarmente vulnerabile in caso di pioggia, data la posizione dei motori e le rudimentali impermeabilizzazioni dell'epoca.
In generale, l'autonomia garantita dai veicoli Kriéger alla metà del decennio andava da 60 a 150 km a seconda del modello; le automobili erano dotate di due motori elettrici distinti applicati alle ruote anteriori. Degno di nota in particolare il modello Vittoria, Regina d'Italia, costruito su espressa volontà di Casa Savoia, di cui l'azienda era fornitrice ufficiale; questa vettura speciale pesava 800 kg (senza accumulatori) e raggiungeva una velocità massima di 26 km/h, con un'autonomia di 70 km.
Nel 1905 la Kriéger proponeva un'ampia gamma di modelli elettrici, tra cui il Cab francese, il Landaulet a 2 o 4 posti, il Coupé  a 2 o 4 posti, il Landeau a 4 posti, e Omnibus a 6 o 8 posti. Proseguiva inoltre la costruzione di veicoli ad alimentazione mista elettrica e benzina.
Tuttavia, l'affinarsi della tecnica nei motori a scoppio, causò il rapido declino delle case automobilistiche specializzate nella propulsione elettrica, ormai non più in grado di competere con le prestazioni e, soprattutto, con la sensazione d'indipendenza fornite dai veicoli dotati di motori a scoppio e la Kriéger (che dal 1907 si era trasferita a Colombes, in boulevard de Valmy), dopo aver tentato anche le strade dei motori ad alcol, a turbina e dei taxi, dovette sospendere l'attività nel 1909. Stime posteriori calcolano, probabilmente al ribasso, una produzione complessiva di circa 400 veicoli Kriéger in Francia e intorno ai 2.000 su licenza all'estero.
Il nome della Kriéger ricomparve durante gli anni dell'occupazione tedesca (1940-1944) con la produzione di alcuni particolari veicoli elettrici, commercializzati con il marchio Mildé-Kriéger. Buon successo ebbe la versione elettrica del modello "La Licorne", una coach di gradevole aspetto, sulla cui meccanica vennero realizzati diversi allestimenti per furgoni e autocarri leggeri. Tra questi l'interessante "WEK 21" del 1942, dotato di carrozzeria in legno, che prefigurava l'aspetto e l'utilizzo delle moderne monovolume.

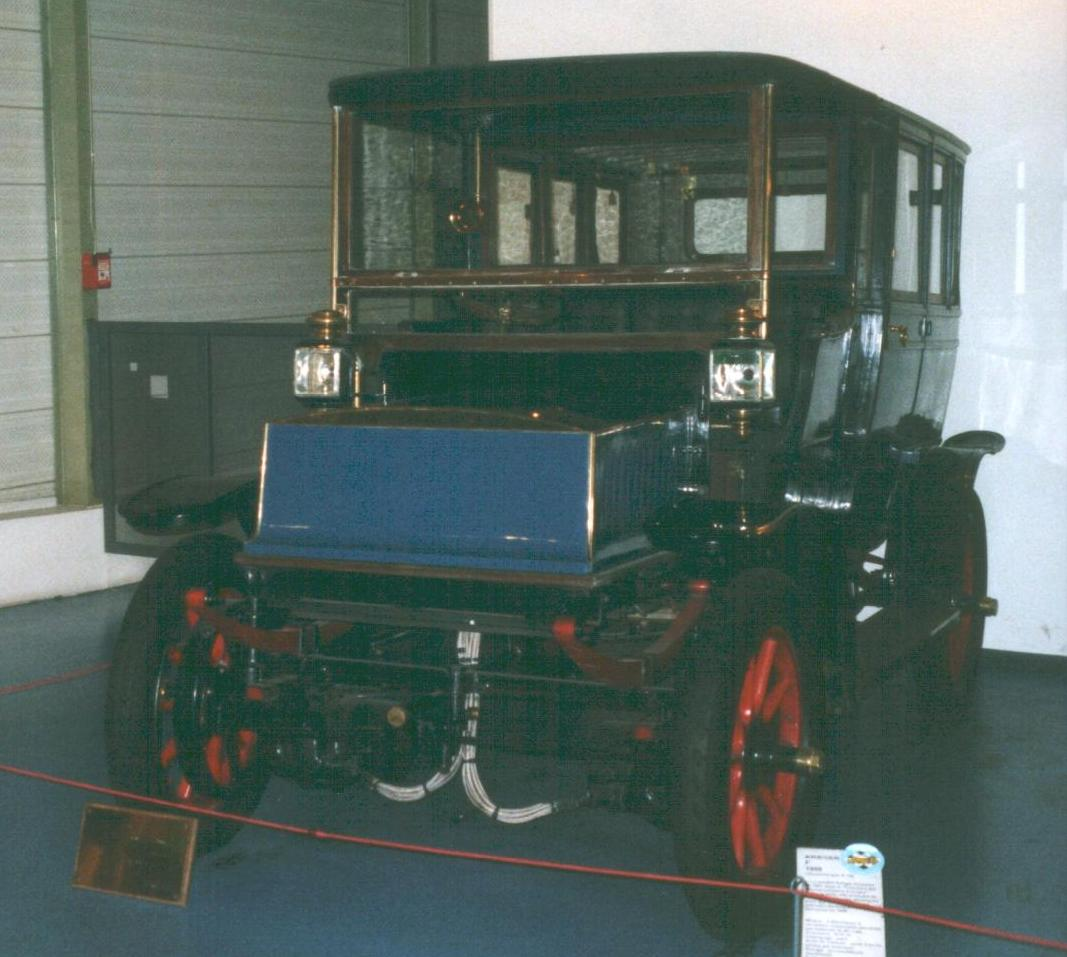
La Kriéger A 155 del 1908, con motore elettrico a 8 cavalli.